# Lista de consortes imperiais da Rússia
Consorte imperial era o cônjuge do monarca reinante. Consortes dos monarcas do Grão-Ducado da Moscóvia, Czarado da Rússia e Império Russo não tinham nenhum poder efetivo, porém muitas tiveram grande influência sobre seus parceiros.

## Czarado da Rússia

### Tempo de Dificuldades

#### Casa de Godunov
| Nome                                                                | Nascimento                                      | Cônjuge                     | Morte               |
| ------------------------------------------------------------------- | ----------------------------------------------- | --------------------------- | ------------------- |
| Maria Skuratova-Belskaia 7 de janeiro de 1598 – 23 de abril de 1605 | desconhecido filha de Gregório Skuratov-Belskiy | Boris c. 1570/1571 2 filhos | 10 de junho de 1605 |

#### Pseudo-Rurique
| Nome                                           | Retrato | Nascimento                                            | Cônjuge                                 | Morte                          |
| ---------------------------------------------- | ------- | ----------------------------------------------------- | --------------------------------------- | ------------------------------ |
| Marina Mniszech 8 de maio – 17 de maio de 1606 |         | 1588 filha de Jerzy Mniszech e Jadwiga Tarło-Mniszech | Demétrio I 8 de maio de 1606 sem filhos | 14 de dezembro de 1614 26 anos |

#### Casa de Shuyski
| Nome                                                                    | Nascimento                                         | Cônjuge                                   | Morte                        |
| ----------------------------------------------------------------------- | -------------------------------------------------- | ----------------------------------------- | ---------------------------- |
| Maria Buynosova-Rostovskaia 17 de janeiro de 1608 – 17 de julho de 1610 | c. 1586 Pedro Buynosov-Rostovskai e Maria Ivanovna | Basílio IV 17 de janeiro de 1608 2 filhas | 2 de janeiro de 1626 40 anos |

### Casa de Romanov
| Nome                                                                                        | Retrato | Nascimento                                                         | Cônjuge                                    | Morte                          |
| ------------------------------------------------------------------------------------------- | ------- | ------------------------------------------------------------------ | ------------------------------------------ | ------------------------------ |
| Maria Dolgorukova 19 de setembro de 1624 – 17 de janeiro de 1625                            |         | c. 1601 filha de Vladimir Dolgorukov e Maria Barbashina-Shuiskaia  | Miguel I 19 de setembro de 1624 sem filhos | 17 de janeiro de 1625 24 anos  |
| Eudóxia Streshneva 5 de fevereiro de 1626 – 12 de julho de 1645                             |         | c. 1608 filha de Lukyan Streshnyov e Ana Volkonskaia               | Miguel I 5 de fevereiro de 1626 10 filhos  | 18 de agosto de 1645 37 anos   |
| Maria Miloslavskaia 16 de janeiro de 1648 – 18 de agosto de 1669                            |         | c. 1625 filha de Ilírio Miloslavski e Catarina Narbekova           | Aleixo 16 de janeiro de 1648 13 filhos     | 18 de agosto de 1669 43 anos   |
| Natália Naryshkina 1 de fevereiro de 1671 – 29 de janeiro de 1679                           |         | 1 de setembro de 1651 filha de Cirilo Naryshkin e Ana Leontyeva    | Aleixo 1 de fevereiro de 1671 3 filhos     | 4 de fevereiro de 1694 42 anos |
| Agáfia Grushetskaia 28 de julho de 1680 – 24 de julho de 1681                               |         | 1663 filha de Simão Grushetski e Maria Zaborovskaia                | Teodoro III 28 de julho de 1680 sem filhos | 24 de julho de 1681 18 anos    |
| Marta Apraxina 24 de fevereiro de 1682 – 7 de maio de 1682                                  |         | 1664 filha de Matvei Apraksin e Domna Lovchikova                   | Teodoro III 28 de julho de 1680 sem filhos | 11 de janeiro de 1716 52 anos  |
| Praskovia Saltykova 9 de janeiro de 1684 – 8 de fevereiro de 1696                           |         | 12 de outubro de 1664 filha de Teodoro Saltykov e Ana Tatishcheva  | Ivan V 5 filhas                            | 13 de outubro de 1723 59 anos  |
| Eudóxia Lopukhina 6 de fevereiro de 1689 – 1698                                             |         | 9 de agosto de 1669 filha de Teodoro Lopukhin e Ustinia Rtishcheva | Pedro I 6 de fevereiro de 1689 3 filhos    | 7 de setembro de 1731 62 anos  |
| Marta Helena Skavronska Catarina Alexeievna 19 de fevereiro de 1712 – 22 de outubro de 1721 |         | 15 de abril de 1684 filha de Samuel Skavroński e Isabel Moritz     | Pedro I 19 de fevereiro de 1712 12 filhos  | 17 de maio de 1727 43 anos     |

## Império Russo

### Casa de Romanov
| Nome                                                                                       | Retrato | Nascimento | Cônjuge                                      | Morte                         |
| ------------------------------------------------------------------------------------------ | ------- | --- | -------------------------------------------- | ----------------------------- |
| Marta Samuilovna Marta Helena Skavronska 22 de outubro de 1721 – 8 de fevereiro de 1725    |         | 15 de abril de 1684 filha de Samuel Skavroński e Isabel Moritz                                                     | Pedro I 19 de fevereiro de 1712 12 filhos    | 17 de maio de 1727 43 anos    |
| Catarina Alexeievna Sofia de Anhalt-Zerbst 5 de janeiro – 17 de julho de 1762              |         | 2 de maio de 1729 filha de Cristiano Augusto, Príncipe de Anhalt-Zerbst e Joana Isabel de Holsácia-Gottorp         | Pedro III 21 de agosto de 1745 1 filho       | 6 de novembro de 1796 67 anos |
| Maria Feodorovna Sofia Doroteia de Württemberg 6 de novembro de 1796 – 23 de março de 1801 |         | 25 de outubro de 1759 filha de Frederico II Eugênio, Duque de Württemberg e Sofia Doroteia de Brandemburgo-Schwedt | Paulo I 21 de agosto de 1745 10 filhos       | 5 de novembro de 1828 69 anos |
| Isabel Alexeievna Luísa de Baden 24 de março de 1801 – 1 de dezembro de 1825               |         | 24 de janeiro de 1779 filha de Carlos Luís, Príncipe Hereditário de Baden e Amália de Hesse-Darmstadt              | Alexandre I 28 de setembro de 1793 2 filhas  | 16 de maio de 1826 47 anos    |
| Alexandra Feodorovna Carlota da Prússia 1 de dezembro de 1825 – 2 de março de 1855         |         | 13 de julho de 1798 filha de Frederico Guilherme III da Prússia e Luísa de Mecklemburgo-Strelitz                   | Nicolau I 13 de julho de 1817 7 filhos       | 1 de novembro de 1860 60 anos |
| Maria Alexandrovna Maria de Hesse e Reno 2 de março de 1855 – 3 de junho de 1880           |         | 8 de agosto de 1824 filha de Luís II, Grão-Duque de Hesse e Guilhermina de Baden                                   | Alexandre II 16 de abril de 1841 8 filhos    | 3 de junho de 1880 55 anos    |
| Maria Feodorovna Dagmar da Dinamarca 13 de março de 1881 – 1 de novembro de 1894           |         | 26 de novembro de 1847 filha de Cristiano IX da Dinamarca e Luísa de Hesse-Cassel                                  | Alexandre III 9 de novembro de 1866 6 filhos | 13 de outubro de 1928 80 anos |
| Alexandra Feodorovna Alice de Hesse e Reno 26 de novembro de 1894 – 15 de março de 1917    |         | 6 de junho de 1872 filha de Luís IV, Grão-Duque de Hesse e Alice do Reino Unido                                    | Nicolau II 6 de novembro de 1894 5 filhos    | 17 de julho de 1918 46 anos   |